# Place du Canada (Montréal)
Ne doit pas être confondu avec Canada Place.
Pour les articles homonymes, voir Place du Canada.
La place du Canada est située à Montréal.

## Situation et accès
Cette place est un square urbain de 14 000 m2 situé dans le centre-ville de Montréal, dans la continuation sud du square Dorchester.
La place du Canada est bordée au nord par le boulevard René-Lévesque et le square Dorchester (rebaptisé en 1987), au sud par la rue de la Gauchetière et le complexe Place du Canada incluant l'hôtel Marriott Château Champlain et l'immeuble du 1000 De La Gauchetière, à l'est par la rue de la Cathédrale et la cathédrale Marie-Reine-du-Monde, et enfin à l'ouest par la rue Peel et l'église anglicane Saint-Georges. À l'angle de ces deux derniers axes est par ailleurs située la gare Windsor.

## Origine du nom
Elle porte le nom de la Confédération du Canada.

## Historique

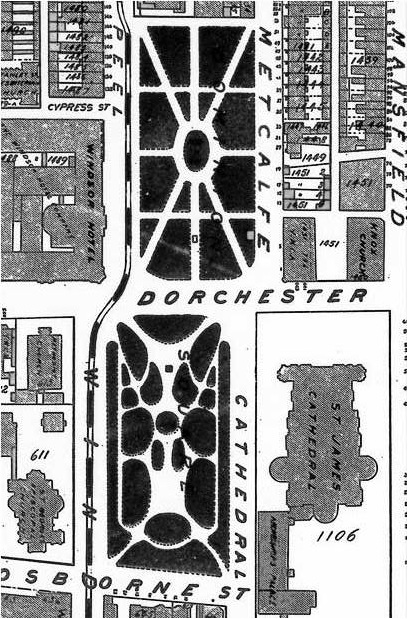
Square Dominion (1907).

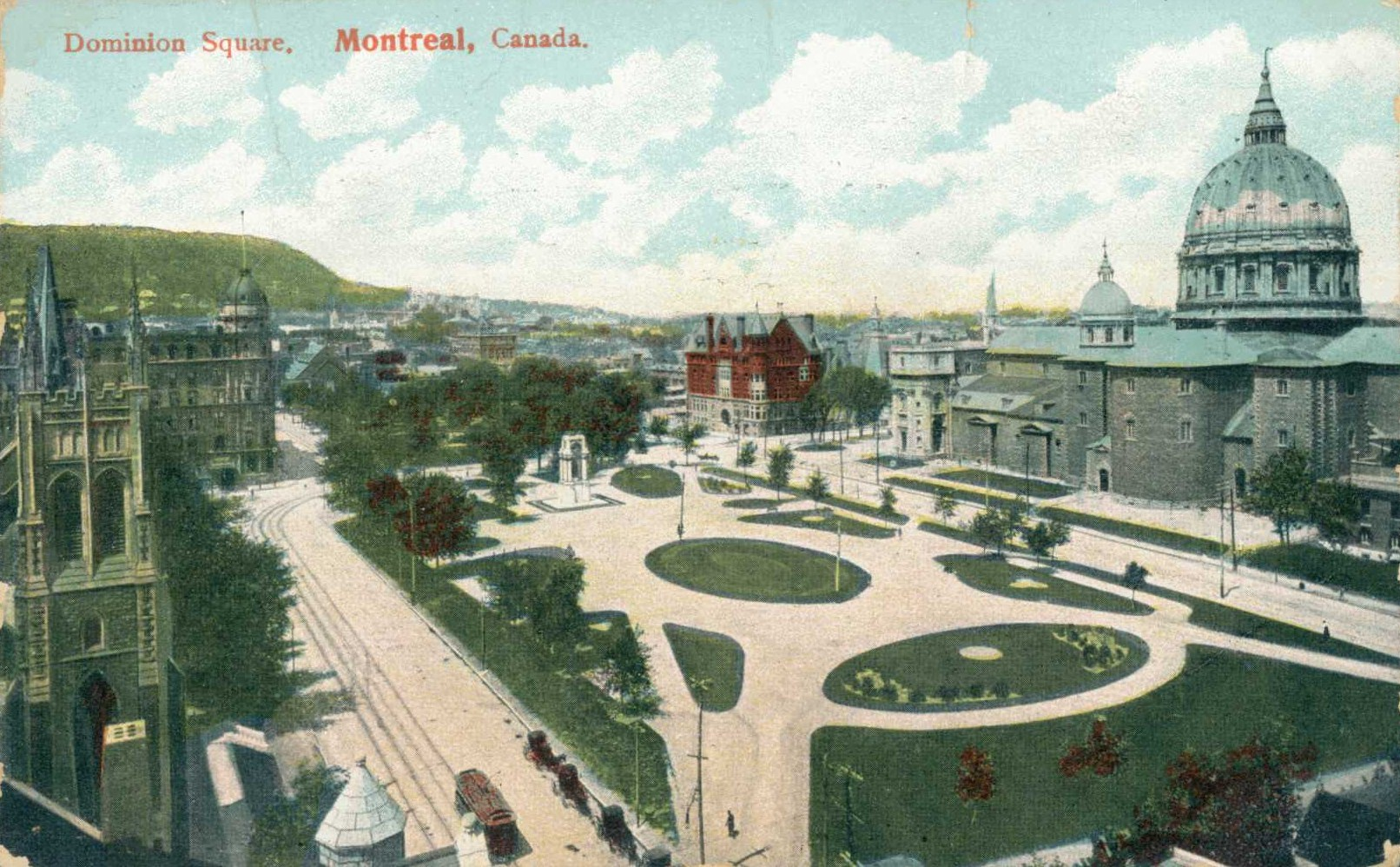
Le square vers 1895.

Le futur square commence à prendre forme dès 1832 alors qu'un petit cimetière catholique sur le site doit être agrandi pour accueillir les victimes d'une épidémie de choléra. Ce cimetière catholique appelé Saint-Antoine incitera en 1853 le diocèse catholique à déménager sur l'îlot adjacent à l'est sa cathédrale et son évêché. Le cimetière bloque cependant le prolongement vers l'ouest de la rue Dorchester.
En 1854, le cimetière catholique est relocalisé sur le flanc nord du mont Royal et devient le cimetière Notre-Dame-des-Neiges. Ceci permet le prolongement de la rue Dorchester (maintenant boulevard René-Lévesque) vers l'ouest et le développement du secteur. Plusieurs grandes propriétés sont alors loties et mises en vente.
À partir de 1865, différentes communautés protestantes construisent des églises dans le voisinage. En 1869, l'église anglicane Saint-Georges est érigée sur l'emplacement de l'ancien cimetière juif, aussi transféré sur la montagne, près de l'entrée du cimetière Mont-Royal. Cette même année, on recommande l'achat des terrains du cimetière catholique par la Ville de Montréal et leur transformation en parc public afin d'éviter le déplacement des dépouilles des victimes du choléra.
L'année suivante (1870), les terrains sont donc achetés et des plantations sont effectuées. En 1872, le square reçoit le nom de « square Dominion » quand la ville de Montréal décide d'aménager une grande place sur le lieu d’un ancien cimetière catholique de Montréal. Cette appellation provient du Dominion du Canada, formé des quatre provinces composant la confédération canadienne en 1867.
En 1967, quand le Canada célèbre le centenaire de la Confédération, la portion sud de l’espace est renommée « place du Canada ». À partir de ce moment, les sections sud et nord du square ont des noms différents.

### Rénovations récentes
La ville de Montréal entreprend en 2010 un vaste chantier de rénovations de la place du Canada, lesquels s'achèvent en 2012.
Les travaux de réaménagement débutent par la restauration du cénotaphe et du monument de Sir John A. Macdonald (en). À cet effet, la statue du monument est retirée en août 2010 afin d'effectuer les travaux de maçonnerie. La restauration des bronzes du monument se poursuivent au printemps 2011.
Le 29 août 2020, le monument de John A. Macdonald est déboulonné dans la foulée des événements Black Lives Matter et les manifestations demandant le définancement des corps policiers.

## Bâtiments remarquables et lieux de mémoire
- Monument John A. Macdonald (en), de George Edward Wade (en) (1895). (Déboulonné le 29 août 2020)
- monument aux braves de Montréal (en), 1924. Réplique du cénotaphe de Whitehall, situé dans une rue de la Cité de Westminster à Londres.
- Canons (2), 1889 (offerts par la reine Victoria).
- Canon mitrailleur.

## Galerie

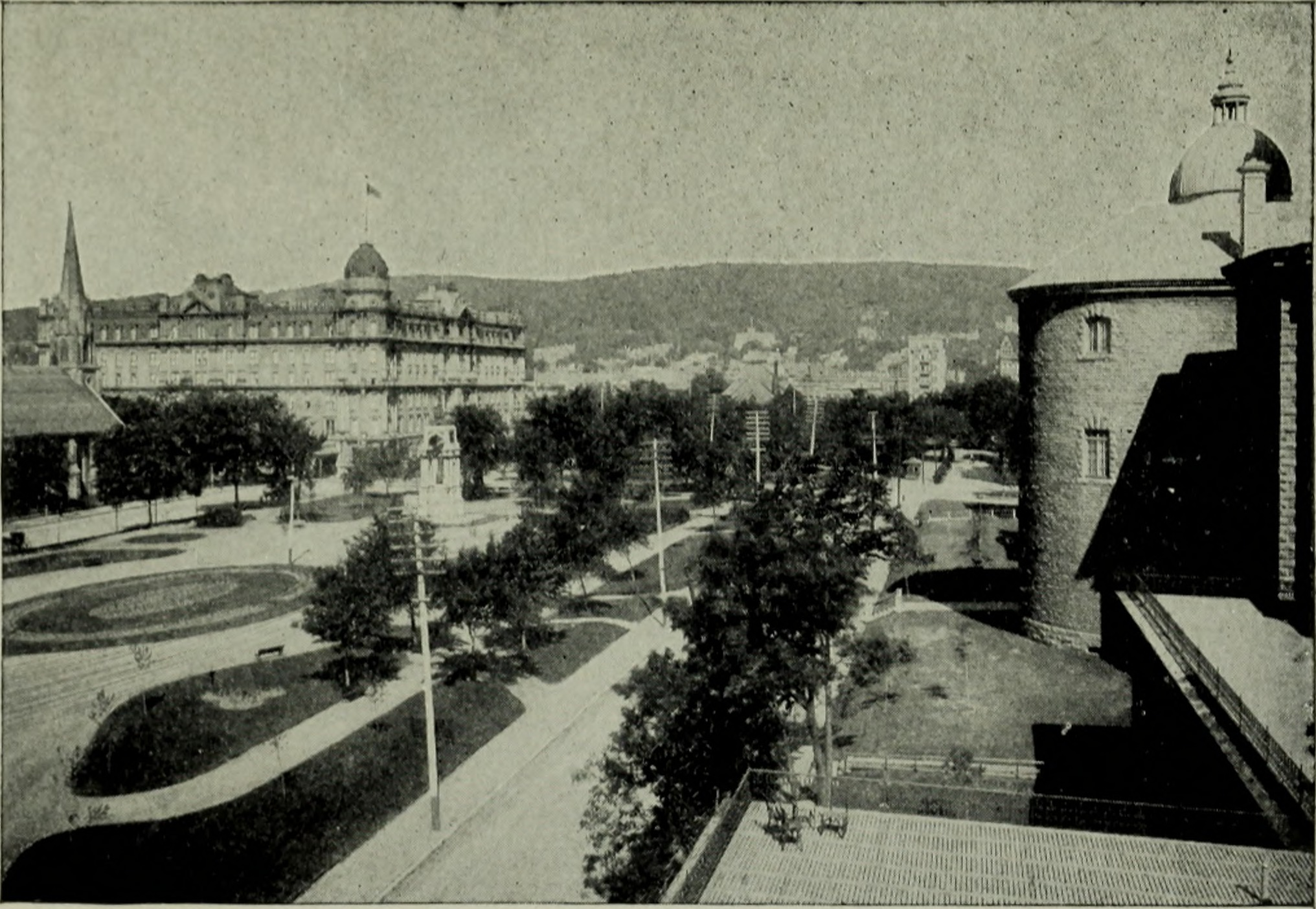
Avant 1909
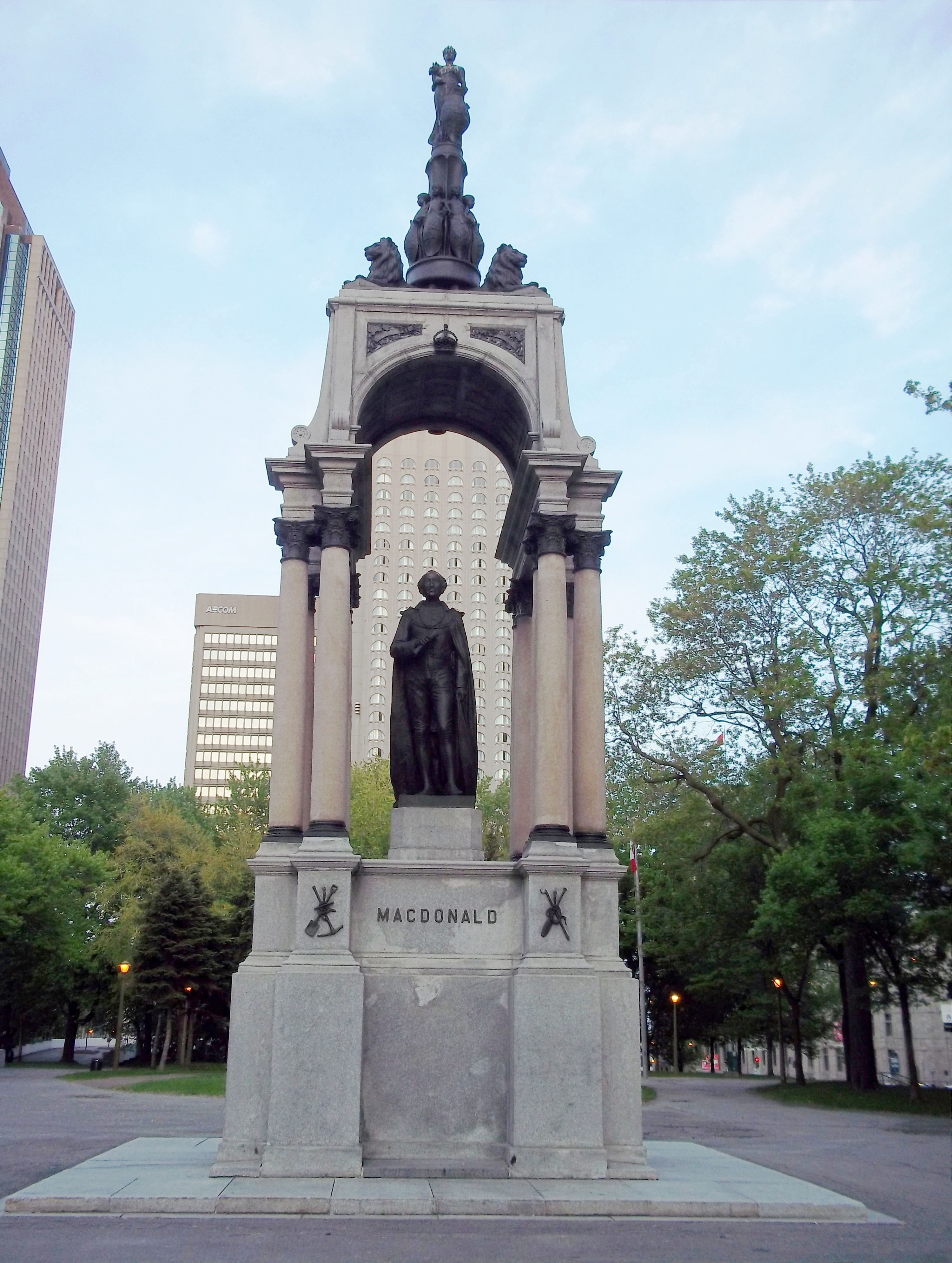
Monument John A. Macdonald.
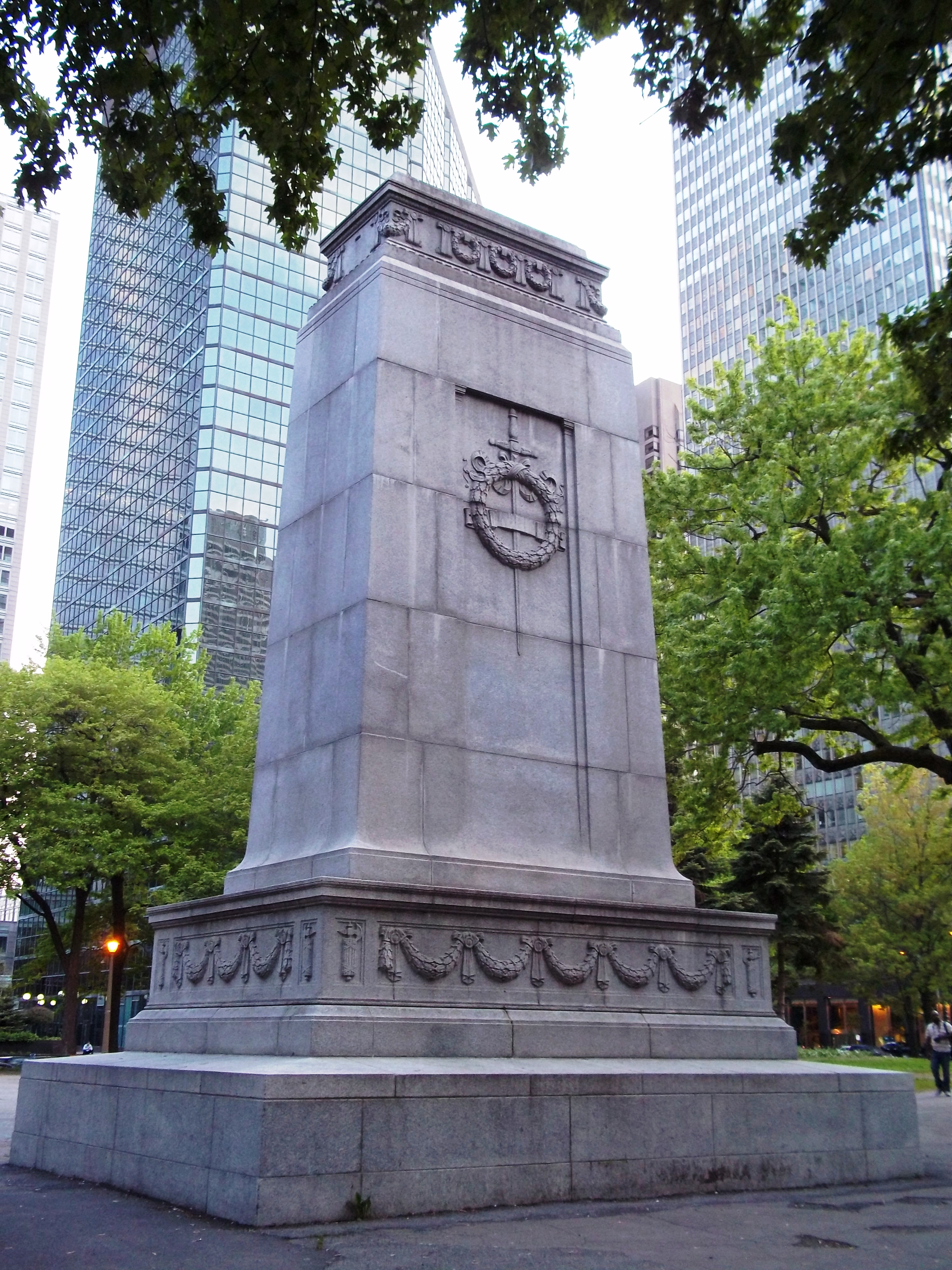
Monument aux morts.
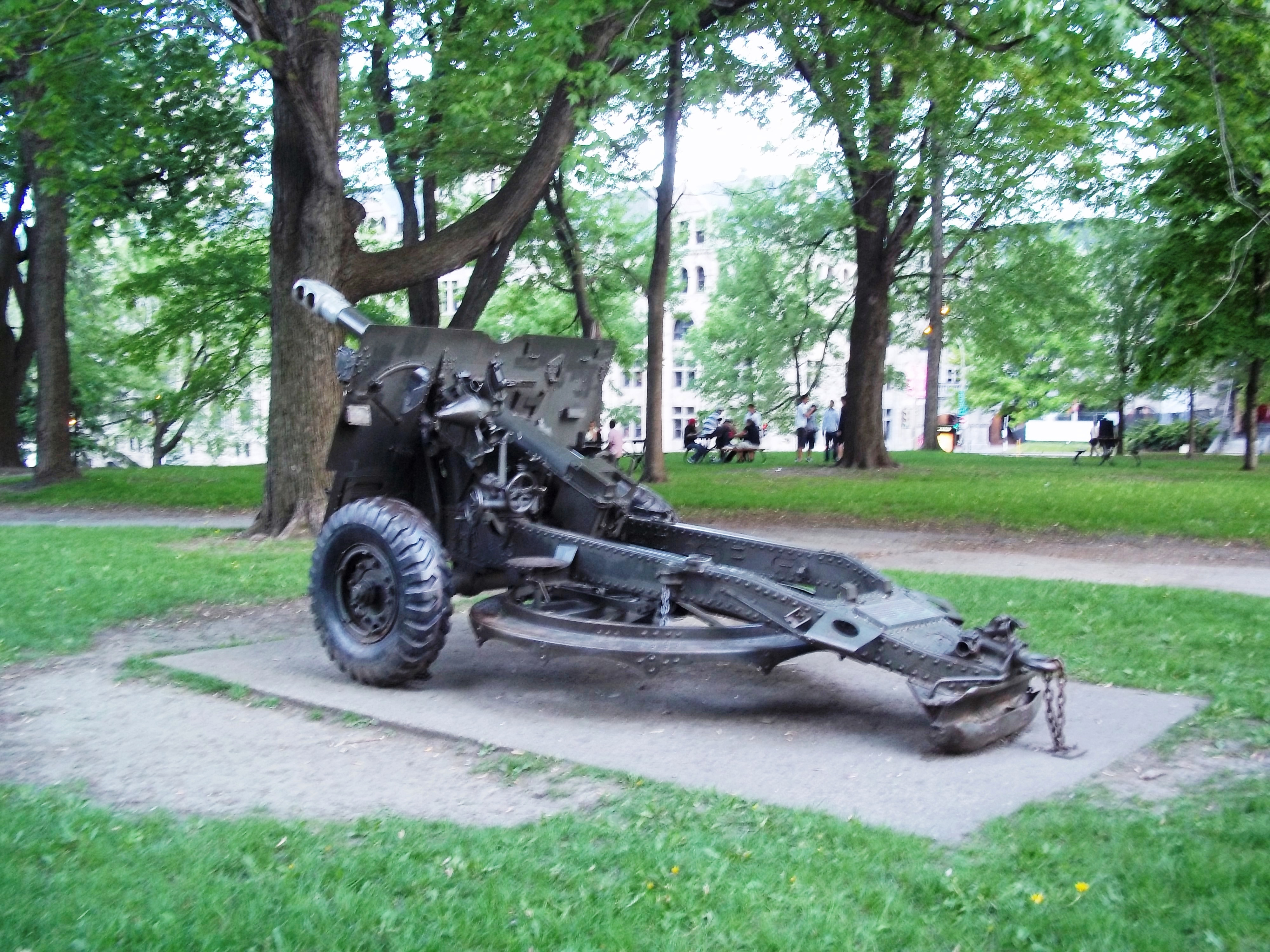
Canon mitrailleur.

## Sources
- Fiche sur le square Dorchester et la place du Canada de la Ville de Montréal
- Projet de rénovations du square Dorchester et de la place du Canada